# كارين بروكس
كارين بروكس (بالإنجليزية: Karen Brooks)‏ هي مغنية وكاتبة غنائية أمريكية، ولدت في 29 أبريل 1954 في دالاس في الولايات المتحدة.

## وصلات خارجية
- كارين بروكس على موقع ميوزك برينز (الإنجليزية)
- كارين بروكس على موقع ديسكوغز (الإنجليزية)